# 方岩风景名胜区
方岩风景名胜区位于中国浙江省永康市方岩镇，距永康城区约20公里，海拔384米。1985年被批准为浙江省首批重点风景名胜区，1997年被评为“浙江十佳美景乐园”，2003年被列为国家重点风景名胜区，2004年被评为“浙江十大最具吸引力的旅游景点景区”，现为中国国家4A级旅游景区。方岩风景名胜区包括方岩山、五峰、南岩、石鼓寮、灵山湖、烈士陵园、状元湖等八大景区，总面积为92平方公里。
方岩属典型的丹霞地貌，山体平地拔起，四面如削，直耸云天，故称方岩。飞桥为上方岩唯一通道，地势险要，凿石架木为磴，盘空逶迤而上。方岩山上供奉有北宋名臣胡则，百姓称之为胡公大帝，香火常年长盛不衰，形成了绚丽多彩的胡公文化。方岩庙会异彩纷呈，以“打罗汉”、“十八蝴蝶”等民俗风情活动为主要内容。作家郁达夫游览了方岩后，写下游记《方岩纪静》感叹方岩独特的自然与人文景观。
南宋乾道八年（1173年）时，陈亮在此讲学，并曾请朱熹客座授课，后逐渐发展成为五峰书院。抗战期间，黄绍竑率浙江省临时政府驻于此处。